# Wijkia subflagellifera
Wijkia subflagellifera là một loài Rêu trong họ Sematophyllaceae. Loài này được (Bizot) W.R. Buck & Steere miêu tả khoa học đầu tiên năm 1983.